# Taylorsville (Kalifornia)
Lake Davis – jednostka osadnicza w Stanach Zjednoczonych, w stanie Kalifornia, w hrabstwie Plumas.